# Wiśniowiec (gmina)
Wiśniowiec – dawna gmina wiejska istniejąca do 1939 roku w woj. wołyńskim (obecnie na Ukrainie). Siedzibą gminy był Wiśniowiec, który początkowo stanowił odrębną gminę miejską.
W okresie międzywojennym gmina Wiśniowiec należała do powiatu krzemienieckiego w woj. wołyńskim. 1 października 1933 roku z części obszaru gminy Wiśniowiec utworzono nowe gminy Katerburg i Kołodno, natomiast do gminy Wiśniowiec przyłączono części obszaru zniesionych gmin Wierzbowiec i Borsuki. 
Według stanu z dnia 4 stycznia 1936 roku gmina składała się z 25 gromad. Po wojnie obszar gminy Wiśniowiec wszedł w struktury administracyjne Związku Radzieckiego.